# جايسون سميث (لاعب كرة قدم أمريكية)
جايسون سميث (بالإنجليزية: Jason Smith)‏ هو لاعب كرة قدم أمريكية أمريكي، ولد في 30 أبريل 1986 في دالاس في الولايات المتحدة.

## وصلات خارجية
- جايسون سميث على موقع مرجع كرة القدم المحترفة.كوم (الإنجليزية)